# Зорхана (танец)
Зорхана (азерб. Zorxana) — азербайджанский народный коллективный танец, старинный воинственный танец, исполняющийся с тростью. По своему тематическому содержанию относится к спортивным танцам.
Пользуясь большой популярностью, танец «зорхана» был исключительно мужским воинственным танцем и часто исполнялся с булавами. В советские годы танец вошёл в репертуар танцевальных ансамблей и стал пользоваться любовью у народов Советского Союза.
Танец использован во втором действии оперы «Шахсенем» Рейнгольда Глиэра в качестве воинственного танца.